# Тарілка для Песаху
Кеара, або Тарілка для Песаху, або Целахет Песах (івр. קערה або івр. צלחת פסח або івр. צלחת סדר פסח) — традиційна тарілка для символічних продуктів, котрі вживають на Седер Песах. Тарілка являє собою ємкість для шести страв, які представляють ідеї, пов'язані з пасхальним седером та Виходом з Єгипту єврейського народу.
Кожен із шести продуктів їдять або демонструють в частині Пасхальної Гаґади, щоб проілюструвати історію Гаґади разом із трьома мацот, які також знаходяться в центрі столу Седера. Ритуал Гаґади передбачає такі елементи: кадеш, урхац, яхац, магид, рахца, моци-маца, марор, корех, шульхан-орех, цафун, барех, галлель, нирца, під час яких відбувається трапеза та почергове дійство з предметами, що розташовані на тарілці.

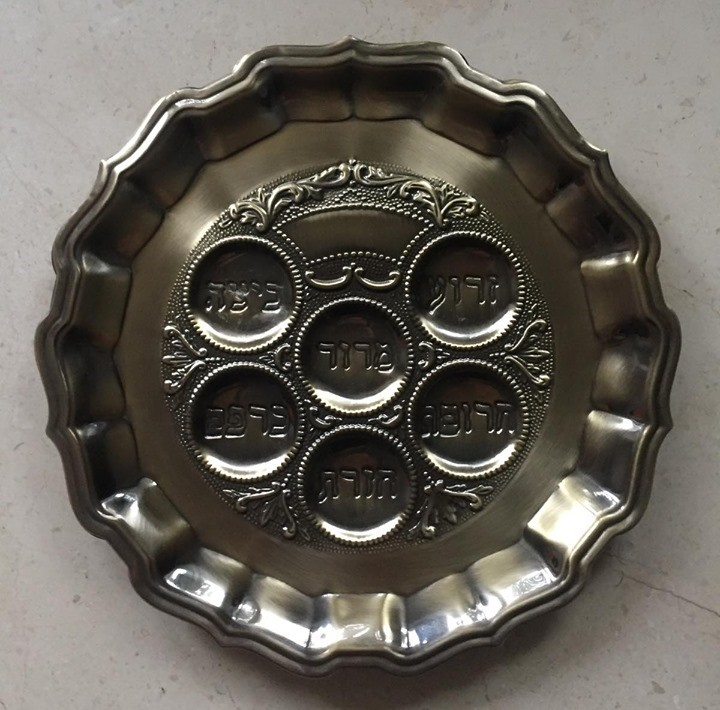
Тарілка для Песаху. ХХІ ст. Метал, штампування, карбування.

## Інгредієнти
Зроа — шматочок м'яса на кістці. Зазвичай використовується куряче крильце.
Бейца — відварене яйце (в деяких ашкеназьких громадах його підсмажують).
Марор — листя романського салату, салату-латуку (Хаса) / свіжий хрін / цикорій.
Карпас — «овоч». Слово з'являється лише один раз у книзі ТаНаХу, у книзі Естер, де воно означає «бавовна». Карпас у седері має різну етимологію, можливо походить з грецької — karpos. Єрусалимський Талмуд говорить, що карпас був патрилією, що є аналогом грецької петрушки. Однак сьогодні євреї використовують різноманітні овочі для представлення карпаса, включаючи петрушку, селеру та варену картоплю.
Харосет — суміш з тертих яблук, моркви, горіхів, спецій і червоного вина. В Ізраїлі додають ще фініки. Талмуд стверджує, що слово походить від єврейського слова «херес» — глина.
Хазерет — свіжий хрін / листя гіркої зелені. Хазерет або серпанок — це гірка трав'яниста рослина, що символізує гіркоту рабства в Єгипті. Слово з'являється в Мішні (Пісахім 10). Ймовірно, воно походить від давньоєврейського кореня kh-z-r, що зазвичай позначає «повернення», але в Мішні це слово пов'язане з продуктами харчування. Євреї у Східній Європі мали труднощі з отриманням салату для Песаху або в будь-який інший час, і використовували замість нього хрін. Традиція використання хрону під час Песаху поширилася зі Східної Європи на інші єврейські громади по всьом світу. Практика стала настільки звичною, що сучасним єврейським словом «хрін» є хазерет.

### Різновиди
Природно, що в різних свідченнях і традиціях є різні версії страв, які розміщаються на тарілці, спосіб їх приготування та інтерпретації їх символічного значення, але ідея, що стоїть за всіма традиціями, однакова. Зазвичай тарілка прикрашена різними орнаментами і розміщується в центрі столу, щоб усі учасники добре її бачили.
Види тарілок:
- Одинарна
- Етажерка з трьома отворами та верхнім блюдом, з яких три нижні отвори для маци, а верхній ярус для страв.

Хоча про тарілку немає згадок ані в Мішні, ані в Талмуді, вона вже згадується в Рішонім та в Шульхан Арух.
Розташування страв на тарілці:

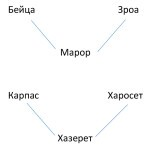
Розташування за звичаєм Арізаля

1. За звичаєм Арізаля: всі шість символічних видів їжі розташовуються двома «трикутниками», один над іншим, і блюдо ставиться так, щоб вершини трикутників були спрямовані до ведучого Седер. Маца лежить на окремому блюді, або на нижніх поверхах тарілки-етажерки.
2. За звичаєм Рамо: всі шість символічних видів їжі розташовуються навколо маци, яка лежить в середині. Хазерет відсутня на тарілці, проте замість нього стоїть блюдечко солоною водою — поруч з Карпас.

## Символіка
Зроа — нагадування про м'ясо Пасхальної жертви (Корбан Песах). Пасхальну жертву кожен єврей зобов'язаний був принести в ніч Песаха за часів Храму.
Бейца — нагадування про додаткову святкову жертву (Корбан Хагига), що приносилася в Храмі у святкові дні, і що також з'їдалася під час святкової трапези в Песах. Яйце служить також символом трауру, нагадуючи про зруйнований Храм зруйнований і відсутності можливості приносити в ньому жертви.
Марор — нагадування про гіркоту єгипетського рабства. Як сказано в Торі: «і гірким (ва-йемарару) зробили їх життя».
Карпас — нагадування про свободу, при цьому карпас змочений у в солоній воді виступає символом сліз, пролитих за роки рабства.
Харосет — нагадування про роботу євреїв в єгипетському рабстві з глиною і цеглою та про гіркоту єгипетського рабства.
Хазерет — спомин та нагадування про гіркоту єгипетського рабства.